# Annamie Paul

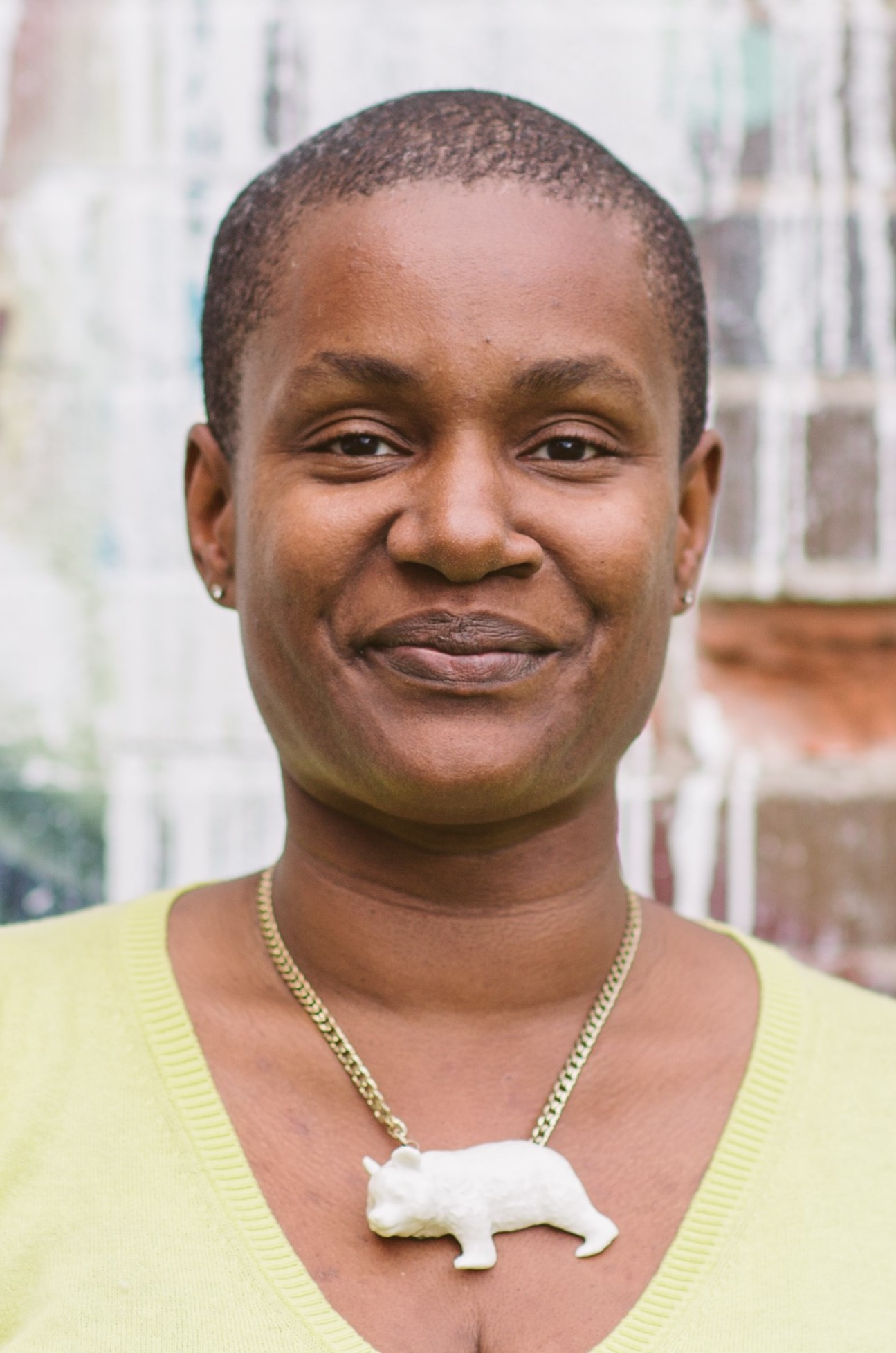
Annamie Paul (2020)

Annamie Paul (* 3. November 1972 in Toronto, Ontario) ist eine kanadische Politikerin. Von 2020 bis 2021 war sie Parteivorsitzende der Grünen Partei Kanadas.

## Frühes Leben
Paul wurde am 3. November 1972 in Toronto geboren. Ihr Vater war ein Einwanderer aus Dominica und ihre Mutter eine Einwanderin aus St. Kitts und Nevis. Ihre jüngere Schwester ist die Schauspielerin Ngozi Paul.
Sie erwarb einen Abschluss in Rechtswissenschaften an der Universität Ottawa und einen Masterabschluss in Staatstätigkeit an der Princeton University. 1993 erhielt sie den Harry Jerome Preis für Akademiker. Der Preis wird von Afrokanadier für Leistungen in den Bereichen Wissenschaft, Wirtschaft und Führung verliehen.
Im Jahr 2000 konvertierte sie zum Judentum, nachdem sie den Anwalt Mark Freeman geheiratet hatte. Sie spricht Englisch, Französisch, Katalanisch und Spanisch.

## Karriere
1996 arbeitete sie als Assistentin des Liberalen Abgeordneten der Legislativversammlung von Ontario, Dominic Agostino. Im Jahr 2001 gründete sie eine politische Stiftung, das Canadian Centre for Political Leadership, das Frauen und ethnische Minderheiten bei der politischen Beteiligung unterstützte. Im Jahr 2005 verließ sie die Stiftung, um für die diplomatische Vertretung Kanadas bei der Europäischen Union zu arbeiten. Anschließend war sie auch am Internationaler Strafgerichtshof tätig. 2017 zog sie nach Barcelona, Spanien. Dort arbeitete sie für mehrere Nichtregierungsorganisationen, bevor sie 2019 nach Kanada zurückkehrte.

## Politische Karriere
Im Jahr 2019 zog Paul von Spanien zurück nach Kanada. Bei der Kanadische Unterhauswahl 2019 war sie Kandidatin der Grüne Partei Kanadas im Wahlkreis Toronto Mitte. Sie belegte den vierten Platz mit 7,07 % der Stimmen und der amtierende Liberalen Finanzminister Bill Morneau wurde wiedergewählt.
Am 4. November 2019 kündigte die Vorsitzende der Grünen, Elizabeth May, an, dass sie nach dem Parteitag 2020 als Vorsitzende zurücktreten werde. Sie war seit 2006 Vorsitzende der Partei. May sagte, sie sei lange genug Vorsitzende gewesen und da die Partei bei der Kanadische Unterhauswahl 2019 gerade ihr bisher bestes Ergebnis erzielt habe, sei es der richtige Zeitpunkt, einen neuen Vorsitzenden zu wählen.
Im März 2020 gab Paul bekannt, dass sie für den Vorsitz der Grünen kandidieren werde. Da es sich um die erste Wahl des Vorsitzenden seit 2006 handelte, traten viele Kandidaten an. Zu den namhaften Kandidaten gehörten der Anwalt Dimitri Lascaris, die Astrophysikerin Amita Kuttner und der ehemalige Bürgermeister von Winnipeg, Glen Murray. Auch der Vorsitzende der Green Party of Quebec, Alex Tyrrell, kündigte seine Kandidatur an, zog seine Kandidatur jedoch später zurück. Im Wahlkampf zum Vorsitzenden wurden Paul und Lascaris die beliebtesten  Kandidaten. Lascaris vertrat die Ökosozialismus Fraktion der Partei, während Paul die eher zentristischen Parteimitglieder vertrat. Auf dem Parteitag am 3. Oktober 2020 wurde Paul nach acht Wahlgängen mit 12.090 Stimmen (50,63 %) zur Vorsitzenden gewählt. Sie war die erste Afrokanadier, die zur Vorsitzenden einer bundesweiten politischen Partei in Kanada gewählt wurde (obwohl Vivian Barbot 2011 für fünf Monate zur Interimsvorsitzenden des Bloc Québécois ernannt worden war).
Im Oktober 2020 war Paul Kandidat bei der Nachwahl für den Wahlkreis Toronto Mitte. Der Abgeordnete Bill Morneau, der sie bei den Kanadische Unterhauswahl 2019 besiegt hatte, war aus dem Unterhaus zurückgetreten, um für das Amt des Generalsekretärs der Organisation für wirtschaftliche Zusammenarbeit und Entwicklung zu kandidieren. Am 26. Oktober erhielt Paul 8.250 Stimmen (32,70 %) und wurde Zweiter hinter der Liberalen Kandidatin und CTV-Journalistin Marci Ien.

### Konflikte innerhalb der Grünen
Während Pauls Amtszeit als Vorsitzender kam es innerhalb der Grünen Partei Kanadas zu erheblichen Konflikten.
Während des Israel-Gaza-Konflikt 2021 gab die Partei eine Erklärung heraus, in der sie zu Deeskalation und Frieden aufrief. Mehrere prominente Parteimitglieder kritisierten die Erklärung, weil darin nicht die Entfernung von Israelische Siedlung gefordert werde, die vom Internationalen Gerichtshof für illegal erklärt worden seien. Pauls leitender Berater Noah Zatzman behauptete daraufhin, dass viele Parteimitglieder antisemitisch seien, darunter auch eine der drei Unterhausabgeordneten der Partei, Jenica Atwin. Zatzman erklärte außerdem, er werde sich dafür einsetzen, dass künftige Kandidaten der Grünen Partei Unterstützer Israels seien. Paul weigerte sich, Zatzman zu bestrafen, da es sich lediglich um eine Meinungsverschiedenheit handele und er sagte, dass der Atwin kein Antisemit sei. Nach Zatzmans Äußerungen kündigte Parteivizepräsident John Kidder seinen Rücktritt an und der Green Party of Quebec drohte, die Zusammenarbeit mit der föderalen Grüne Partei zu beenden. Am 4. Juni wurde Zatzman nach dreiwöchigen Kontroversen als Pauls Berater entlassen. Am 10. Juni trat Atwin aus der Grünen Partei aus und trat der Liberale Partei bei. Damit blieben den Grünen nur noch zwei Sitze im Unterhaus. Die beiden anderen Abgeordneten Paul Manly und Elizabeth May gaben in einer Erklärung an, dass der Misserfolg bei der Handhabung der Zatzman-Kontroverse für Atwins Rücktritt verantwortlich sei.
Im Juni 2021 wurde Paul zudem von Parteimitgliedern in Nova Scotia beschuldigt, sich in die Auswahl der Kandidaten durch lokale Parteimitglieder für die bevorstehende Kanadische Unterhauswahl 2021 eingemischt zu haben. Obwohl die lokalen Parteimitglieder für die Auswahl des Kandidaten für ihren Wahlkreis verantwortlich sind, informierten Pauls Mitarbeiter die Vorsitzende der Green Party of Nova Scotia, Judy Green, dass sie nicht als Kandidatin der Partei im Wahlkreis West Nova auftreten dürfe.
Bis Mitte Juni 2021 forderten Mitglieder des Zentralkomitees der Partei eine Abstimmung darüber, ob Paul weiterhin Vorsitzende bleiben sollte. Paul behauptete, die Parteimitglieder, die versuchten, sie zu stürzen, seien sexistisch und rassistisch. Die Abstimmung war für den 15. Juli geplant, wurde jedoch später auf den 21. August verschoben, als Paul und das Zentralkomitee zur Schlichtung vor Gericht erschienen. Als am 20. September die Kanadische Unterhauswahl 2021 näher rückte, legten sich die Konflikte um Pauls Führung, während sich die Partei auf den Wahlkampf vorbereitete.

### Spätere Karriere
Für die Kanadische Unterhauswahl 2021 kündigte Paul an, dass sie zum dritten Mal im Wahlkreis Toronto Mitte antreten werde. Sie würde erneut gegen Marci Ien antreten, die amtierende Liberale, die sie bei der Nachwahl 2020 für den Wahlkreis besiegt hatte. Die Grünen schnitten bei der Wahl schlecht ab und erzielten ihr schlechtestes Ergebnis seit der Kanadische Unterhauswahl 2000. Von fast 1,2 Millionen Stimmen im Wahl 2019 sanken ihre Stimmen innerhalb von nur zwei Jahren auf weniger als 400.000. Beide Abgeordneten der Partei wurden jedoch wiedergewählt. Paul unterlag zum dritten Mal im Wahlkreis Toronto Mitte und erreichte mit 3.921 Stimmen (8,56 %) den vierten Platz.
Am 27. September 2021 gab Paul bekannt, dass sie nach Abschluss ihrer Aufgaben nach der Wahl als Parteivorsitzende zurücktreten werde. Im November 2021 veröffentlichte die Grüne Partei einen Bericht, aus dem hervorging, dass die Partei in finanziellen Schwierigkeiten steckte. Nach Kontroversen zu Beginn des Jahres waren die Spenden und das Fundraising zurückgegangen. Die Partei hatte während des Streits zwischen Paul und dem Zentralkomitee außerdem mindestens $100.000 kanadischer Dollar für Anwaltskosten ausgegeben. Schließlich hatte die Partei zwischen Juli und September 2021 über 6.200 Mitglieder verloren. Die Partei musste mit der Entlassung von Mitarbeitern beginnen und erwog den Verkauf ihres Hauptgebäudes in Ottawa.
Pauls Führung endete offiziell am 14. November und sie trat auch als Mitglied der Grüne Partei Kanadas zurück. Nach Pauls Rücktritt wurde Astrophysikerin Amita Kuttner zur Interimsvorsitzenden der Partei bis zum Parteitag 2022 ernannt. Auf dem Parteitag 2022 wurde die ehemalige Parteivorsitzende Elizabeth May zum zweiten Mal zur Vorsitzenden der Grünen gewählt. Nach ihrer Wahl ernannte May Jonathan Pedneault zum Co-Vorsitzenden. Nach ihrer Karriere in der Politik arbeitet Paul als Anwältin und Umweltschutzberaterin.